# François Lombard
François Lombard (* 1971 Briançon) je francouzský horolezec a horský vůdce, bývalý reprezentant ve sportovním lezení. Vítěz Rock Masteru v Arcu a světového poháru v lezení na obtížnost, vicemistr Francie v lezení na obtížnost a boulderingu.

## Výkony a ocenění
Patří k sedmnácti francouzským lezcům mezi hvězdami světového lezení, o kterých napsal Heinz Zak ve své knize Rock Stars z roku 1995.
- několikanásobná nominace na prestižní mezinárodní závody Rock Master v Arcu, kde získal pět medailí
- 1994: vítěz světového poháru

### Závodní výsledky
| Arco Rock Master | Arco Rock Master | Arco Rock Master | Arco Rock Master | Arco Rock Master | Arco Rock Master | Arco Rock Master | Arco Rock Master | Arco Rock Master |
| Rok              | 1992             | 1993             | 1994             | 1995             | 1996             | 1998             | 1999             | 2001             |
| ---------------- | ---------------- | ---------------- | ---------------- | ---------------- | ---------------- | ---------------- | ---------------- | ---------------- |
| Obtížnost        | 5                | 2                | 2                | 1                | 1                | 3                | 11               | 15               |
| Bouldering       | —                | —                | —                | —                | —                | —                | 12-13            | —                |

| Mistrovství světa | Mistrovství světa | Mistrovství světa | Mistrovství světa |
| Rok               | 1991              | 1993              | 1995              |
| ----------------- | ----------------- | ----------------- | ----------------- |
| Obtížnost         | 10                | 9-10              | 5                 |

| Obtížnost           | 2 | 1 |
| jednotlivě* (x/x/x) |   |   |

* Pozn.: nalevo jsou poslední závody v roce
| Mistrovství Evropy | Mistrovství Evropy | Mistrovství Evropy |
| Rok                | 1992               | 1996               |
| ------------------ | ------------------ | ------------------ |
| Obtížnost          | 28                 | 3                  |

* v roce 1994 se ME nekonalo